# Сарахс (Иран)
Сарахс (Сарагс, Серахс или Сарагт) е град оазис в провинция Ахал, Туркменистан и административен център на окръг Сарахс. Намира се на 36°31' северна ширина; географска дължина 61°12' изток и надморска височина от 285 m. Това е един от оазисите на древния Път на коприната, разположен между Мерв на изток и Машхад на запад. През 1989 г. градът има население от 9585 жители.

## Етимология
В съветско време е наричан Сарагт на туркменски, градът съществува и е населяван непрекъснато от древността до настоящето. Значението на името е неизвестно, но средновековните историци твърдят, че това е име на човек.

## История
Оазисът Сарахс е обитаван от 2-рото хилядолетие пр.н.е. Главният административен център е Старият Серахс, разположен в леко повдигната част южно от сегашното местоположение на града. На първоначалното място са останали няколко тухлени фрагмента от бившата цитадела. За града твърди, че е основан през 507 г. пр.н.е. Въпреки че това се счита за донякъде произволен избор на дата, градът отбеляза надлежно своята 2500-годишнина през 1993 г. По време на сасанидския период зороастрийски храм на огъня е построен в Меле Хайрам, на около 15 км източно от града. Той е разкопаван и проучван от полски археолози от Варшавския университет след 1997 г. В епохата на Селджуките (1037 – 1194) в Сарахс е разположено известно училище за архитекти, а също и мавзолей в чест на суфи Абул Фазъл (Суфи Баба), живял през XI век. През 1089 г. на 8 км южно от града е построен мавзолеят Ярти Гумбез, вероятно като място за погребение на шейх Ахмед Ал Хади.
Съвременното селище е създадено през 1884 г., когато Сарахс Оазис е анексиран от Руската империя и започва да служи като руски военен пост на иранската граница. Заселени са преселници предимно от руски и полски произход. В града е построена православна църква, която не е оцеляла.
През 2010 г. паметниците на Сарах, включително Стария град, мавзолеят Абул Фазъл и храмовият комплекс Меле Хайрам са включени в предварителния списък на обекти на световното културно наследство на ЮНЕСКО като част от вписването на туркменското правителство в „Обектите на пътя на коприната в Туркменистан“.

## Климат
Сарахс има горещ полусух климат (климатична класификация на Köppen: BSh), с хладни зими и много горещи лета. Валежите обикновено са слаби и непостоянни и се появяват главно през зимните и есенните месеци.

## Транспорт
След 1996 г. Сарахс е пропускателен пункт на иранско-туркменската граница и мястото, където трябва да се сменят мотрисите по товарната железопътна линия от Теджен до Машхад в Иран.